# Бодио
Бодио — коммуна на северо-востоке швейцарского кантона Тичино, в Левентина.
Население 992 человек. Площадь 6,4 км².

## История
Бодио впервые упоминается в 1227 году как Боиди. В Средние века Бодио и ныне заброшенная деревня Симбра (или Саймола) составляли Деганья в области Джорнико (ит.). Во время правления Миланского собора над тремя Амброзианскими долинами, в мае и ноябре в Бодио проводились собрания Placita della Leventina. Placita della Leventina была собранием долины Левентина (ит.), которое использовалось для отправления правосудия и обсуждения местных вопросов. До века деревня относилась к приходу Джорнико. В 1567 году он стал отдельным приходом, а до 1602 года Полледжио входил в его состав. Церковь Сан-Стефано (ит.) впервые упоминается в 1227 году. Вместе с большой частью деревни она была разрушена оползнем в XV веке. Нынешняя приходская церковь построена в XIX веке, колокольня — в 1779 году. Наводнения 1817, 1829, 1834 и 1839 годов нанесли большой ущерб деревне, а новое наводнение реки Тичино в 1868 году привело к гибели 18 человек и разрушению некоторых домов.
Город был важен для транспортировки древесины по реке Тичино. Выше Бодио бревна свободно плыли вниз по реке. В Бодио их собирали и сплавляли. В так называемом Фоссо, бассейне для сбора и доставки, бревна собирались и связывались вместе, чтобы ограничить ущерб, наносимый набережным реки ниже по течению.